# قزل‌بلن
قزل‌بلن (قزاقی: Қызылбелен) یک کوه در استان ژامبیل کشور قزاقستان است.